# Treze Dias Longe do Sol
Treze Dias Longe do Sol é uma minissérie brasileira produzida pela O2 Filmes e lançada pelo Globoplay em 2 de novembro de 2017, em 10 capítulos. Sendo posteriormente exibida em segunda janela pela TV Globo de 8 a 18 de janeiro de 2018.
Escrita por Elena Soarez e Luciano Moura, com colaboração de Sofia Maldonado, conta com a direção de Luciano Moura e Isabel Valiente, e com a direção geral e artística de Luciano Moura.
Protagonizada por Selton Mello, a minissérie ainda tem no elenco Carolina Dieckmmann, Débora Bloch,  Paulo Vilhena, Fabrício Boliveira, Lima Duarte e Enrique Diaz nos papeis centrais.

## Produção
A trama, que durou mais de dois anos de trabalho da pré-produção até o lançamento, foi gravada na cidade de São Paulo entre dezembro de 2016 e abril de 2017. A minissérie contou com atores do nordeste do Brasil no papel dos operários, dando um tom mais realista à trama.

## Enredo
A trama começa quando o engenheiro Saulo Garcez (Selton Melo) está prestes a entregar um centro médico de última geração. Mas com o objetivo de tornar-se sócio majoritário da construtora Baretti, onde trabalha há muitos anos, Saulo decide fazer perigosas economias. Depois de adulterar os cálculos estruturais do projeto, emprega mão-de-obra barata e usa materiais em quantidade e qualidade inferiores ao recomendável. Os resultados dessas escolhas são trágicos. No dia em que Marion Rupp (Carolina Dieckmmann) vai vistoriar a obra para entender as razões do seu atraso, o prédio desaba. Marion não é apenas filha do médico para o qual o prédio foi construído, o Dr. Rupp (Lima Duarte). Ela é também a mulher que Saulo descobriu tardiamente ser o amor de sua vida.
Saulo, Marion e mais sete operários sobrevivem nos escombros, presos e incomunicáveis no que restou das garagens subterrâneas. Depois que o prédio cai, dois mundos se estabelecem. Debaixo da terra, diferenças, ressentimentos e suspeitas terão que ser superadas para que os sobreviventes lutem por suas vidas. E aqueles homens e aquela mulher, de diferentes idades e classes sociais, viram um só corpo, com uma só vontade: voltar a ver a luz do sol. Lá em cima, entre os vivos, no entanto, a guerra se instala. Na busca por culpados, cada qual só pensa em como livrar a própria pele. Gilda (Debora Bloch), diretora financeira da Baretti e parceira de Saulo no plano de economizar dinheiro para tornarem-se sócios da construtora, faz de tudo para livrar-se das consequências legais do desabamento. Vitor Baretti (Paulo Vilhena), o herdeiro da construtora, se vê no olho de um furacão do qual fugiu a vida inteira e quer se livrar do caso custe o que custar.
Mas nem tudo é ganância, covardia e traição no mundo dos que estão em cima. O major Marco Antônio (Fabrício Boliveira), do corpo de bombeiros, está disposto a dar sua própria vida para resgatar os soterrados. Deve isso às famílias que fazem vigília ao redor dos escombros.

## Elenco
| Intérprete          | Personagem            |
| ------------------- | --------------------- |
| Selton Mello        | Saulo Garcez          |
| Carolina Dieckmmann | Marion Rupp           |
| Débora Bloch        | Gilda P. Ribeiro      |
| Paulo Vilhena       | Vitor Baretti         |
| Fabrício Boliveira  | Capitão Marco Antônio |
| Lima Duarte         | Dr. Augusto Rupp      |
| Enrique Diaz        | Newton da Nóbrega     |
| Démick Lopes        | Zé Candido            |
| Antônio Fábio       | Jesuíno               |
| Rômulo Braga        | Daréu                 |
| Arilson Lopes       | Bené (Benedito)       |
| Camila Márdila      | Yasmin                |
| Maria Manoella      | Ilana Krieg           |
| GERY                | Jonathan              |
| Pedro Wagner        | Altair                |
| Teca Pereira        | Nilza                 |
| Shirley Cruz        | Carmem                |
| Kaik Pereira        | Jorge                 |
| Alexandre Cioletti  | Rogério da Silva      |
| Marcos de Andrade   | Messias               |

### Participações especiais
| Intérprete         | Personagem        |
| ------------------ | ----------------- |
| Eucir de Souza     | Major Ney Lopes   |
| Jiddu Pinheiro     | Dr. Marcelo       |
| Clarisse Abujamra  | Raquel Krieg      |
| Germano Haiut      | Dr. Baretti       |
| Bri Fiocca         | Do Carmo          |
| Emiliano Queiroz   | Pai de Gilda      |
| Luciano Chirolli   | Samuel Krieg      |
| Simone Iliescu     | Isabel            |
| Isabela Ordoñez    | Bela da Nóbrega   |
| Henrique Schafer   | Mota Melo         |
| Glauber Amaral     | Dario             |
| Ana Carolina Godoy | Repórter          |
| Paula Cohen        | Babá              |
| Dani Nefussi       | Assistente social |
| Giordano Castro    | Motorista do táxi |
| Gustavo Trestini   | Volpato           |

## Audiência
Os dados são providos pelo IBOPE e se referem ao público da Grande São Paulo.
| Episódio    | Título                     | Data de exibição      | Audiência (em pontos) | Ref.   |
| ----------- | -------------------------- | --------------------- | --------------------- | ------ |
| 1           | Falha Estrutural           | 8 de janeiro de 2018  | 31.4                  | [ 6 ]  |
| 2           | Tem Saída                  | 9 de janeiro de 2018  | 30.3                  | [ 7 ]  |
| 3           | No Fundo do Poço           | 10 de janeiro de 2018 | 25.9                  | [ 8 ]  |
| 4           | Pais e Filhos              | 11 de janeiro de 2018 | 29.2                  | [ 9 ]  |
| 5           | Não Siga os Pecadores      | 12 de janeiro de 2018 | 28.1                  | [ 10 ] |
| 6           | Parem as Máquinas          | 15 de janeiro de 2018 | 31.4                  | [ 11 ] |
| 7           | Contato Imediato           | 16 de janeiro de 2018 | 30.2                  | [ 12 ] |
| 8           | Limbo                      | 18 de janeiro de 2018 | 29.0                  | [ 13 ] |
| 9           | Adeus, Perdão              | 19 de janeiro de 2018 | 29.4                  | [ 14 ] |
| 10          | O Sol Não Nasce Para Todos | 19 de janeiro de 2018 | 29.4                  | [ 14 ] |
| Média Geral | Média Geral                | Média Geral           | 29.4                  | —      |

- Em 2018, cada ponto representa 71,8 mil domicílios ou 201,1 mil pessoas na Grande São Paulo.